# Ireneusz Pierzgalski
Ireneusz Pierzgalski (ur. 1 lipca 1929 w Łodzi, zm. 8 marca 2019, tamże) – polski artysta malarz i fotograf oraz nauczyciel akademicki; profesor Państwowej Wyższej Szkoły Filmowej, Telewizyjnej i Teatralnej w Łodzi oraz Państwowej Wyższej Szkoły Sztuk Plastycznych w Łodzi obecnie Akademii Sztuk Pięknych im. Władysława Strzemińskiego w Łodzi.

## Życiorys

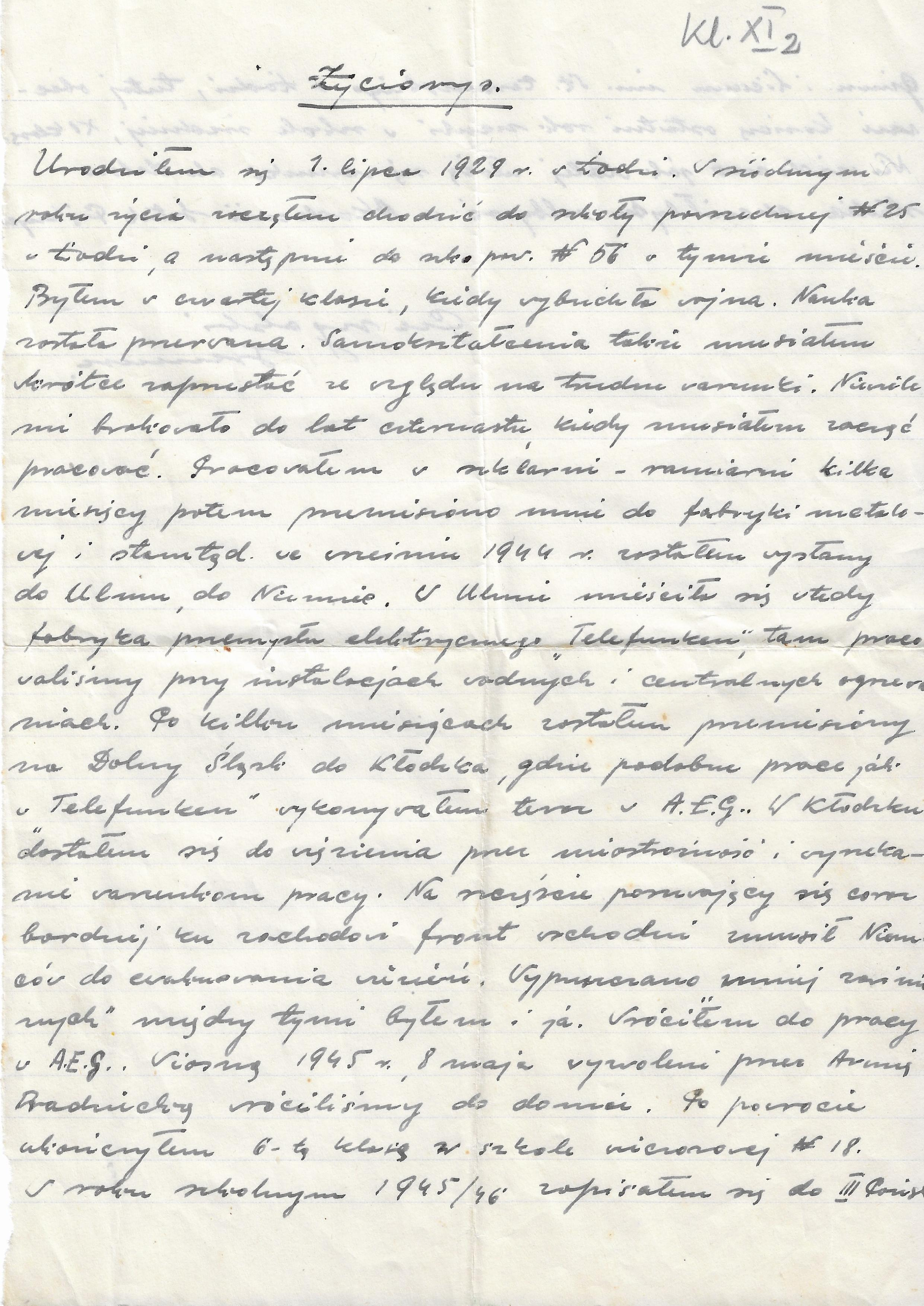
Skan życiorysu, strona 1

Ireneusz Pierzgalski ukończył w 1954 studia w Państwowej Wyższej Szkole Sztuk Plastycznych w Łodzi. W latach 1955–1976 pracował jako wykładowca Państwowej Wyższej Szkoły Filmowej, Telewizyjnej i Teatralnej im. Leona Schillera w Łodzi – początkowo jako asystent i adiunkt Jerzego Mierzejewskiego, a potem jako samodzielny wykładowca plastyki na Wydziale Operatorskim. Od 1976 wykładał na PWSSP w Łodzi, gdzie był kierownikiem Pracowni Fotografii na Wydziale Grafiki. W 1990 uzyskał tytuł profesora sztuk plastycznych, a w 2003 r. przeszedł na emeryturę.
W latach 50. XX w. działał w grupie artystycznej „Piąte Koło”, od 1959 współpracował z grupą „Nowa Linia”. W tym okresie wystawiał swoje prace wraz z Andrzejem Łobodzińskim i Krystynem Zielińskim w salonie Łódzkiego Towarzystwa Fotograficznego oraz w Galerii Krzysztofory w Krakowie w 1961. Ponadto wystawiał swoje prace w galerii „Krzywe Koło” w Warszawie. Brał udział w wystawach sztuki polskiej poza granicami kraju między innymi: L’avanguardia Polacca 1919–1978, Rzym, 1978; Presences Polonaises, Paryż, Centrum Pompidou, 1983. Związany także ze środowiskiem artystycznym Plenerów Osieckich, w których wielokrotnie uczestniczył i wiele jego prac poplenerowych, a także podarowanych w 2018 znajduje się w Muzeum w Koszalinie w tzw. „kolekcji osieckiej”.
Od lat 50. XX w. do końca życia pozostawał w bliskich relacjach z twórcami związanymi ze środowiskiem artystycznym Łodzi. Do grona jego bliskich przyjaciół należeli m.in.: Andrzej Łobodziński, Krystyn Zieliński oraz Teresa Tyszkiewicz, Stanisław Fijałkowski, Antoni Starczewski, Jerzy Nowosielski (podczas jego kilkuletniego pobytu w Łodzi), a także takie osobowości jak Ryszard Stanisławski, Urszula Czartoryska, czy Maria Kornatowska. Grupa ta w latach sześćdziesiątych, siedemdziesiątych aż po lata osiemdziesiąte, tworzyła nieformalny „salon artystyczny”, którego spirytus movens była Teresa Tyszkiewicz.

### Życie prywatne
Był dwukrotnie żonaty. Pierwszą żoną była Janina Tworek-Pierzgalska (zmarła w 1983), z którą miał córkę Magdalenę. Drugą żoną była Zofia Korsak. Był wierzącym i praktykującym katolikiem. Został pochowany na cmentarzu rzymskokatolickim Doły w Łodzi.

## Twórczość
Artysta korzystał z różnych technik twórczych, m.in. rysunku, malarstwa, grafiki i fotografii. Wśród prac Pierzgalskiego wyróżnia się cykle rysunków i obrazów inspirowanych dalekowschodnią kaligrafią i twórczością Marka Tobeya, a także serie fotografii będące zestawionymi ze sobą kadrami stanowiącymi studia osoby lub kompozycji. W swoich pracach malarskich autor oszczędnie używa kreski, niemal eliminując ją ze swoich obrazów. Prace Pierzgalskiego znajdują się z w zbiorach Muzeum Sztuki w Łodzi, Muzeum Narodowego w Warszawie, Muzeum Narodowego w Poznaniu oraz w prywatnych kolekcjach.

### Wybrane dzieła
- „Klantata” (1965, współautor: Andrzej Łobodziński) – przedmiot z ruchomymi elementami wytwarzający dźwięki,
- „Czytający + fotele”, „Czapeczki”, „Hotel Sztuki” (lata 70. XX w.) – projekcje multimedialne i cykle fotografii[3],
- „Stworzenie Świata” (2002),
- „Góra Karmel” (2002-2004),
- „Apokalipsa” – tryptyk (2010),
- „Św. Jan”, „Kochankowie”, – serie gwaszy,
- „Dobroniowie”, „Na puszczy”, „Na ziemi”, „Na skale” – obrazy olejne[6].